# SpVgg Unterhaching
Spielvereinigung Unterhaching (phát âm tiếng Đức: [ˈʃpiːlfɛɐ̯ˈʔaɪ̯nɪɡʊŋ ʔʊntɐˈhaxɪŋ]) hay còn gọi là SpVgg Unterhaching là câu lạc bộ có trụ sở tại Unterhaching,Đức

## Đội hình hiện tại
Tính đến Ngày 7 tháng 1 năm 2022
Ghi chú: Quốc kỳ chỉ đội tuyển quốc gia được xác định rõ trong điều lệ tư cách FIFA. Các cầu thủ có thể giữ hơn một quốc tịch ngoài FIFA.
| Số | VT | Quốc gia     | Cầu thủ                |
| -- | -- | ------------ | ---------------------- |
| 3  | HV | Đức          | Bernard Kyere          |
| 4  | HV | Đức          | David Pisot            |
| 5  | HV | Đức          | Josef Welzmüller       |
| 8  | TV | Đức          | Manuel Stiefler        |
| 9  | TĐ | Đức          | Stephan Hain           |
| 10 | TĐ | Angola       | José Pierre Vunguidica |
| 14 | HV | Đức          | Felix Göttlicher       |
| 15 | TV | Đức          | Timon Obermeier        |
| 16 | TV | Đức          | Stephan Mensah         |
| 17 | TV | Thụy Sĩ      | Aaron Keller           |
| 18 | TV | Đức          | Niclas Anspach         |
| 19 | HV | Cộng hòa Séc | Viktor Zentrich        |
| 20 | TV | Đức          | Dominik Stahl          |
| 21 | TĐ | Đức          | Tizian Zimmermann      |
| 22 | TM | Đức          | Fabian Scherger        |
| 23 | HV | Đức          | Markus Schwabl         |
| 24 | TV | Đức          | Alexander Kaltner      |

| Số | VT | Quốc gia         | Cầu thủ             |
| -- | -- | ---------------- | ------------------- |
| 26 | HV | Đức              | Benedikt Bauer      |
| 27 | TV | Đức              | Sandro Porta        |
| 28 | HV | Đức              | Jannis Turtschan    |
| 29 | HV | Đức              | Max Lamby           |
| 30 | TV | Đức              | Simon Skarlatidis   |
| 32 | HV | Đức              | Dominik Bacher      |
| 33 | HV | Đức              | Christoph Ehlich    |
| 34 | TĐ | Đức              | Patrick Hobsch      |
| 36 | HV | Đức              | Deniz Haimerl       |
| 37 | TV | Đức              | Julien Richter      |
| 38 | TV | Cộng hòa Nam Phi | Boipelo Mashigo     |
| 40 | TV | Đức              | Leonard Grob        |
| 43 | TV | Đức              | Daniel Hausmann     |
| 44 | TV | Đức              | Andreas Hirtlreiter |
| 45 | TM | Đức              | Hannes Heilmair     |
| 46 | TV | Đức              | Fynn Seidel         |

## Tham Khảo
1. ↑  "SpVgg Unterhaching - Club profile". www.transfermarkt.com (bằng tiếng Anh). Truy cập ngày 25 tháng 5 năm 2022.
2. ↑  "SpVgg Unterhaching". spvggunterhaching.de. Truy cập ngày 25 tháng 9 năm 2020.